# Revolta de Boston (1689)
A  Revolta de Boston de 1689 consistiu num levantamento popular em 18 de Abril de 1689 contra a administração de Sir Edmund Andros, governador do Domínio da Nova Inglaterra. Um grupo popular bem organizado constituído por uma milícia provincial e por cidadãos juntou-se e deteve os oficiais do Domínio. Alguns membros da Igreja de Inglaterra, que eram vistos pelos Puritanos como simpatizantes da Administração do Domínio, também foram detidos pelos rebeldes. Nenhuma das partes sofreu qualquer baixa durante a revolta. Os líderes da Colónia da Baía de Massachusetts tomaram o controlo do governo. Em outras colónias, membros de governos que tinham sido deslocados pelo Domínio, voltaram ao poder.
Andros, governador nomeado pela Nova Inglaterra em 1686, tinha sido mal recebido pela população local ao reforçar a já restritiva Lei da Navegação, negando os títulos das terras já existentes, restringindo as assembleias locais e nomeando oficiais impopulares para chefiar as milícias locais, entre outras medidas. Mais, ele tinha enfurecido os Puritanos de  Boston ao defender a Igreja de Inglaterra, a qual não era bem-vista por muitos colonos Não-Conformistas da Nova Inglaterra.

## Antecedentes
No início da década de 1680, o rei Carlos II de Inglaterra deu os primeiros passos na reorganização das colónias de Nova Inglaterra. O mapeamento da Colónia da Baía de Massachusetts foi cancelada em 1684 depois dos seus administradores puritanos se terem recusado a aceitar as ordens de Carlos para realizar reformas na colónia, quando aquele tentou racionalizar a administração das pequenas colónias, colocando-as, ainda mais, sob seu controlo. O rei morreu em 1685 e o seu sucessor, o católico romano Jaime II, deu continuidade ao processo, o qual culminou na criação do Domínio de Nova Inglaterra.
Em 1686, o ex-governador da Província de Nova Iorque, sir Edmund Andros, foi nomeado para governador do domínio. Este era constituído pelos territórios da Baía de Massachusetts, Plymouth, Connecticut, New Hampshire e colónias de Rhode Island. Em 1688, a sua jurisdição foi alargada para incluir Nova Iorque, Jersey Oriental e  Jersey Ocidental.
A forma de governar de Andros era muito impopular na Nova Inglaterra. Desprezava as representações locais, negava a validade dos títulos de propriedade existentes em Massachusetts (que tinham sido definidos por antigos levantamentos realizados na região), restringia as reuniões, e promovia, de forma activa, a Igreja de Inglaterra em regiões maioritariamente puritanas.  Da mesma forma, Andros dava especial relevo para as Actos de Navegação, leis desfavoráveis que ameaçavam a existência de certas práticas mercantis na Nova Inglaterra. A tropas reais estacionadas em Boston eram maltratadas pelos seus oficiais, apoiantes do governador, e, habitualmente, anglicanos ou católicos romanos.
Entretanto, em Inglaterra, Jaime estava a tornar-se impopular. O rei tentou acalmar os apoiantes tories com as suas tentativas de suavizar as leis penais, e em 1687 editou a Declaração de Indulgência, onde se estabelecia alguma liberdade religiosa, um gesto que teve a oposição da hierarquia da igreja anglicana. Aumentou o poder do exército regular, decisão vista por muitos membros do Parlamento como uma ameaça à sua autoridade, e nomeou alguns católicos para importantes posições militares. Jaime tentou também colocar alguns simpatizantes no Parlamento os quais, esperava ele, revogou o Acto de Provas, o qual necessitava de um rigoroso teste anglicano para muitos dos gabinetes civis. Com o Nascimento do seu filho e potencial sucessor, James, em Junho de 1688, alguns whigs e tories colocaram de lado as suas diferenças políticas e conspiraram para substituí-lo pelo seu afilhado, protestante, Guilherme, Príncipe de Orange. O príncipe holandês, que tinha tentado, sem resultado, que James reconsiderasse as suas políticas, concordou em realizar uma invasão, e a ”revolução sem sangue” que se seguiu em Novembro e Dezembro de 1688 colocou William e a sua esposa Maria como governantes.
Os líderes religiosos de Massachusetts, liderados por Cotton e Increase Mather, opunham-se à administração de Andros, e organizaram-se para para influenciar a corte em Londres. Após a publicação da Declaração de Indulgência pelo rei Jaime, Increase Mather enviou uma carta de agradecimento ao rei sobre a declaração, e sugeriu a outros religiosos de Massachusetts que fizessem o mesmo como forma de obter favores e influência. Dez deles concordaram em fazê-lo, e decidiram enviar Increase Mather a Inglaterra para que este apresentasse uma reclamação sobre Andros. Apesar das repetidas tentativas por parte do  secretário do domínio Edward Randolph de impedir a partida(incluindo acusações criminais), Mather embarcou clandestinamente a bordo de um navio em direcção a Londres, em Abril de 1688. Ele, e outros elementos de Massachusetts, foram recebidos pelo rei que prometeu, em Outubro, que os problemas da colónia seriam resolvidos. No entanto, os acontecimentos originados pela revolução, impediram que as suas acções tivessem efeito.

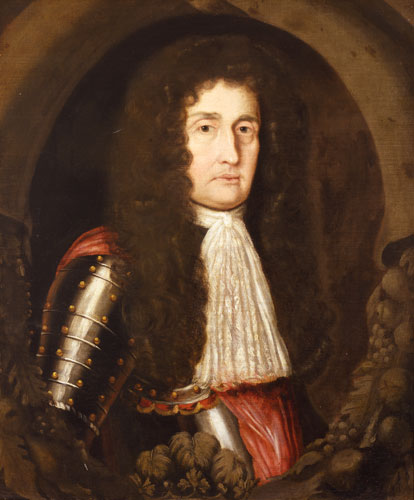
Retrato do Governador do Domínio Sir Edmund Andros de Mary Beale

Os enviados de Massachusetts  fizeram uma petição ao novo rei, e aos Lords of Trade (antecessores do Board of Trade que supervisionavam os assuntos coloniais) para restaurar as fronteiras de Massachusetts. Mather também convenceu os Lords of Trade a não informar logo Andros sobre a revolução. Ele já tinha enviado ao anterior governador colonial, Simon Bradstreet, uma carta com um relatório (preparado antes da revolução) a informar que o cancelamento do mapeamento da região de Massachusetts era ilegal, e que os magistrados deviam "preparar as mentes das pessoas para uma mudança." Os rumores da revolução terão chegado até alguns elementos em Boston antes mesmo das informações oficiais. John Nelson, um comerciante de Boston que se destacou na revolta, escreveu sobre os acontecimentos numa carta datada de finais de Março, e a carta incitava a uma reunião de elementos superiores que eram contra os líderes políticos e religiosos de Andros em Massachusetts.
Andros recebeu um primeiro aviso sobre a iminente revolta contra a sua administração enquanto liderava uma expedição para fortificar Pemaquid (actual Bristol, Maine), para a zona contra ataques dos franceses e dos índios. No início de Janeiro de 1688/9, Andros recebeu uma carta de Jaime onde era descrito a instalação das tropas holandesas. A 10 de Janeiro, emitiu uma proclamação contra a agitação protestante, e proibiu qualquer revolta contra o domínio. A força militar que ele comandava no Maine era composta por tropas regulares  e milícias do Massachusetts e de Maine. As companhias de milícias eram comandadas por militares que impunham uma dura disciplina. Alertado para as reuniões que tinham lugar em Boston, e na posse de informações não oficiais acerca da revolução, Andros regressou a Boston. Por entre rumores de que Andros os tinha levado até ao Maine para fazerem parte do chamado "conspiração papista", a milícia amotinou-se, e os que eram de Massachusetts começaram a regressar a casa. Quando uma cópia da proclamação anunciando a revolução chegou a Boston no início de Abril, Andros mandou prender o mensageiro; no entanto, as notícias foram difundidas, encorajando a população. Em 16 de Abril, Andros escreveu ao seu comandante em Pemaquid informando que "há uma agitação entre a população, que tem grandes expectativas acerca ddas suas anteriores fronteiras", mesmo tendo em conta que ele estava a preparar a detenção dos desertores que regressavam e os ia enviar para o Maine. A ameaça de detenções pela sua própria milícia colonial aumentou as tensões entre os cidadãos de Boston e o governo do domínio.

## Revolta em Boston

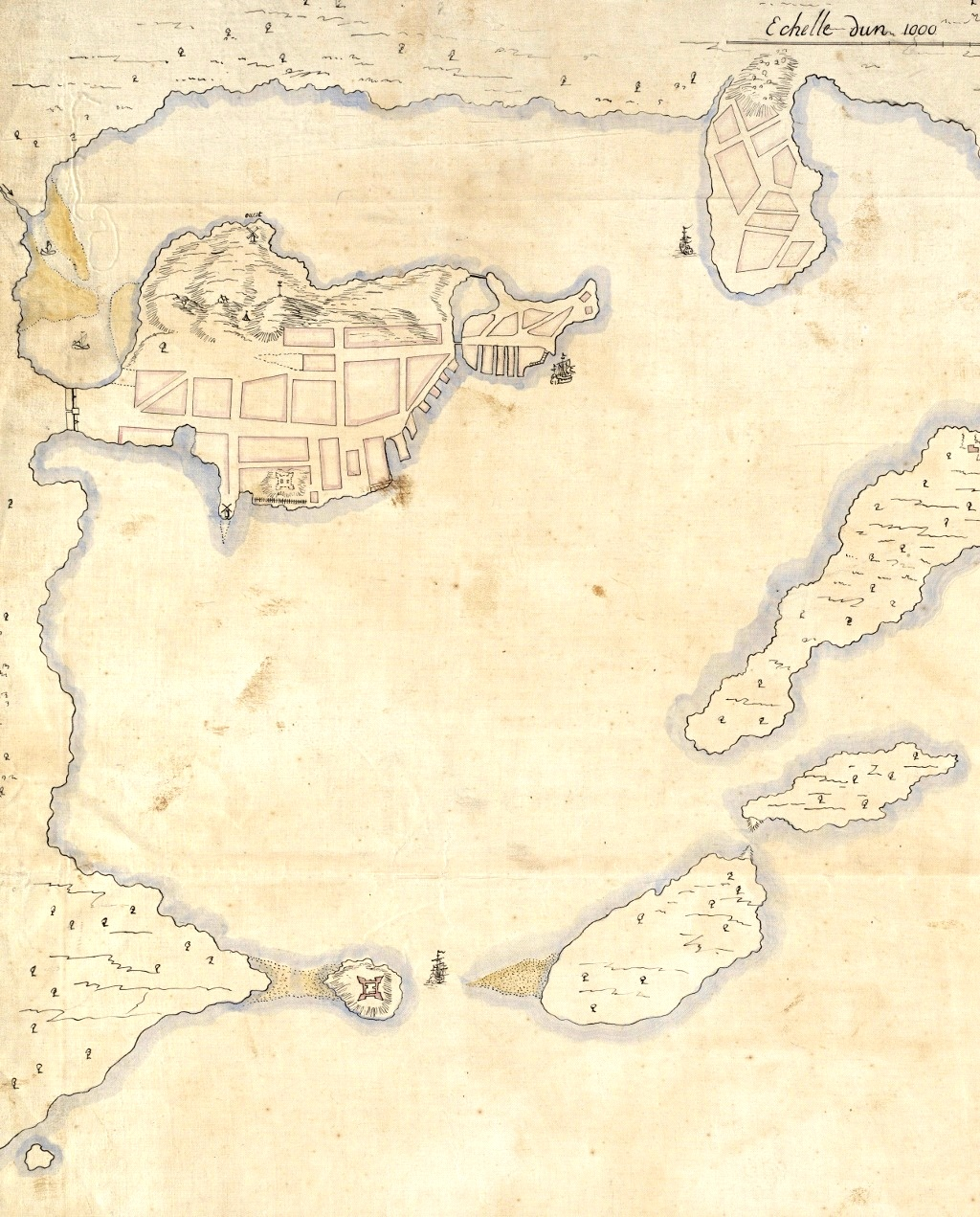
Neste detalhe de um mapa de 1692, a península de Boston situa-se no topo esquerdo; a península de Charlestown encontra-se no topo; e Castle Island pode observar-se em baixo à esquerda. O Forte Mary está situado na zona mais baixa da península de Boston.

Pelas 5h00 do dia 18 de Abril, as companhias de milícias começaram a reunir-se fora de Boston em Charlestown, junto ao Charles River e a Roxbury, situada no extremo do istmo que ligava Boston ao continente. Cerca das 8h00, as companhias de Charlestown embarcaram em barcos e atravessaram o rio, enquanto as de Roxbury marcharam pelo istmo até à cidade. Em simultâneo, os conspiradores da Antiga e Honrosa Companhia de Artilharia entraram em casa dos bateristas dos regimentos na cidade, e confiscaram os seus equipamentos. Vendo o seu número aumentado por populares, as companhias de milícias reuniram-se pelas 8h30 e começaram a deter os líderes dos regimentos e dos domínios. Acabaram por cercar o Forte Mary, onde Andros se encontrava refugiado.
Um dos primeiros a ser preso foi o capitão John George do HMS Rose, que tinha vindo a terra entre as 9h00 e as 10h00, e encontrou um pelotão das milícias e o carpinteiro do navio que se tinham juntado aos rebeldes. Quando George pediu para ver o mandado de detenção, os homens das milícias desembainharam as suas espadas e detiveram-no. Cerca das 10h00, grande parte do domínio e dos oficiais militares tinham sido presos ou fugido para procurar refúgio em Castle Island, ou em outros postos fortificados. Os anglicanos de Boston, incluindo um sacristão e um farmacêutico, foram cercados pela população. Pouco antes do meio-dia, foi hasteada uma bandeira cor-de-laranja em Beacon Hill, assinalando que mais 1500 tropas milicianas podiam entrar na cidade. Estas tropas alinharam-se na praça principal onde foi lida uma declaração. Nela, os líderes informavam o seu apoio  "à nobre tomada do Príncipe de Orange", e ao insurgimento devido a "horrível conspiração papista" que foi posta a descoberto.
A antiga liderança colonial de Massachusetts, chefiada pelo ex-governador Simon Bradstreet, apelou junto do governador Andros que este se rendesses para sua própria segurança, acrescentando que a população "era ignorante". Andros recusou-se a fazê-lo e, em vez disso, tentou fugir para o Rose. Uma embarcação daquele navio que tinha vindo a terra, foi interceptado pela milícia, e Andros foi forçado a regressar ao Forte Mary. As negociações continuaram e Andros concordou em deixar o forte para se encontrar com o conselho dos revoltosos. Recebeu um salvo-conduto e dirigiu-se, sob escolta, para a a câmara da cidade onde o conselho estava reunido. Ali, foi-lhe dito (de acordo com um a descrição de um relato anónimo)que "eles têm que ter, e hão-de ter, o Governo nas suas mãos", e que ele próprio [Andros] se encontrava detido. Andros foi levado para casa do oficial do domínio, John Usher, e colocado sob vigilância apertada.
O Rose e o Forte William na Castle Island recusaram-se a render de imediato. No dia 19, quando disseram à tripulação do Rose que o capitão tinham planeado levar o navio para França para se juntar a Jaime ali exilado, aquela entrou em conflito, e os Protestantes entre a tripulação destruíram a aparelhagem  do navio. Em Castle Island, as tropas estavam a assistir que se passava no Rose, e acabaram por render-se.

## Resultados e consequências

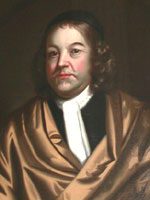
Antigo Governador do Massachusetts Simon Bradstreet

Depois da tomada do Fort Mary fell a 19, Andros foi expulso da casa de Usher. Ele, Joseph Dudley e outros oficiais do domínio ficaram detidos até 7 de Junho, quando foi transferido para Castle Island. Na altura, circulou uma história de que ele tinha tentado escapar vestido de mulher. O ministro anglicano de Boston, Robert Ratcliff, defendeu que aquela história, e outras, "não tinham o menor fundamento de Verdade ", e que eram "falsidades e mentiras" difundidas para "transmitir má imagem do Governador junto dos seus cidadãos". Andros conseguiu escapar de Castle Island em 2 de Agosto, após o seu assistente ter subornado os sentinelas com álcool. Fugiu para Rhode Island, mas foi recapturado pouco depois e detido numa solitária. Ele, e outros que também tinham sido presos no início da revolta, ficaram detidos durante dez meses antes de serem enviados para Inglaterra para serem julgados. Os agentes de Massachusetts em Londres recusaram-se a assinar os documentos com as acusações contra Andros, o que levou a que ele fosse sumariamente absolvido e libertado. Mais tarde, seria designado para governador da Virgínia e Maryland.

## Fim do Domínio
Quando as outras colónias da Nova Inglaterra foram informadas do derrube de Andros, as autoridades coloniais pré-domínio restabeleceram os seus anteriores governos. Rhode Island e Connecticut passaram a governar sob as suas anteriores fronteiras, e Massachusetts passou a administrar de acordo com its vacated charter após ter sido governada, temporariamente, por uma comissão composta de magistrados, oficiais da Baía de Massachusetts, e uma maioria do conselho de Andros. A comissão foi dissolvida depois de alguns líderes de Boston se terem apercebido de que os radicais rebeldes detinham muito poder sobre ela. Nova Hampshire ficou temporariamente sem um governo formal, e foi administrado por Massachusetts e o seu governador, Simon Bradstreet, que serviu como governador de facto daquela colónia. Plymouth também voltou à sua anterior forma de governo.
Durante o seu cativeiro, Andros conseguiu enviar uma menagem a Francis Nicholson, o seu governador de Nova Iorque. Nicholson recebeu o pedido de ajuda em meados de Maio, mas a maioria das suas tropas tinha sido enviada para o Maine, e, com o aumento das tensões em Nova Iorque, não conseguiu tomar nenhuma medida de acção. O próprio Nicholson foi retirado do governo por uma facção liderada por Jacob Leisler, e acabou por fugir para Inglaterra. Leisler governou Nova Iorque até 1691, quando um destacamento de tropas chegou, seguido de Henry Sloughter, nomeado por William e Mary. Sloughter levou Leisler a tribunal acusando-o de alta traição; foi condenado e executado.
Depois do fim e do controlo da Revolta de Leisler, e do restabelecimento dos governos coloniais de Nova Inglaterra, não foram realizados mais esforços pelos oficiais ingleses para restaurar o domínio "fragmentado". Quando a detenção de Andros foi conhecida, a discussão em Londres passou a concentrar-se sobre como lidar com Massachusetts e as suas fronteiras. Da discussão resultou a criação da Província da Baía de Massachusetts, em 1691, juntando Massachusetts com a Colónia de Plymouth e os territórios que anteriormente pertenciam a Nova Iorque, incluindo Nantucket, Martha's Vineyard, e Elizabeth Islands, e partes do Maine. Increase Mather não teve sucesso nas suas tentativas de repôr a antiga administração puritana: o novo mapa do território obrigava à nomeação de um governador e à tolerância religiosa.